# Odd Arild Amundsen
Odd Arild Amundsen (Drammen, 6 giugno 1951) è un allenatore di calcio ed ex calciatore norvegese, di ruolo centrocampista.

## Carriera

### Giocatore

#### Club
Amundsen vestì la maglia dello Strømsgodset dal 1968 al 1975. Con questa squadra, vinse un campionato (1970) e tre Coppe di Norvegia (1969, 1970 e 1973). Si trasferì poi al Lyn Oslo, formazione militante nella 2. divisjon. Esordì il 10 maggio 1976, nel pareggio per 1-1 contro il Frigg. Dopo una sola stagione, passò al Drafn. Nel 1984, fece ritorno allo Strømsgodset, dove chiuse la carriera.

#### Nazionale
Conta 4 presenze per la Norvegia under 21.

### Allenatore
Dal 1979 al 1980, fu allenatore-giocatore del Drafn.

## Palmarès

### Giocatore

#### Club

##### Competizioni nazionali
- Campionato norvegese: 1

Strømsgodset: 1970
- Coppa di Norvegia: 3

Strømsgodset: 1969, 1970, 1973